# The Tattlers
The Tattlers es una película de 1920 dirigida por Howard M. Mitchell. Mientras se rodaba llevó el título provisional de The Penalty, no obstante, ese año se estrenó otra película con ese título y se cambió el de ésta por el actual The Tattlers.

## Otros créditos
- Color: Blanco y negro.
- Sonido: Muda.
- Decorados: Denison Clift.

- Datos: Q953094